# Pierre de Brixey
Pierre de Brixey († 1192) est un évêque de Toul de 1167 à 1192, fils de Pierre de Brixey et de Mathilde de Reynel.

## Biographie
Chanoine en 1152, puis archidiacre de Toul en 1156, Pierre de Brixey est choisi en 1167 pour succéder à l’évêque Henri de Lorraine, mort deux ans auparavant. Le nouvel évêque obtient en 1168 de l’empereur le droit de battre monnaie à Toul. Il met fin à la guerre qui sévissait entre le comte de Toul et les chanoines et fait reconstruire la forteresse de Liverdun, détruite par ce conflit.
Dans les années qui suivent, Mathieu Ier, duc de Lorraine tente de faire attribuer à son fils Thierry la princerie de Toul, dont les revenus sont importants. Pierre de Brixey en appelle au pape Alexandre III, mais ce dernier, alors en lutte contre l’empereur Frédéric Barberousse ne peut pas intervenir.
Il fonde plusieurs collégiales, une à Reynel en 1185 et une autre à Commercy en 1186. Cette même année, à la mort sans postérité mâle de Frédéric IV de Dampierre, comte  de Toul, il confie le comté à Mathieu de Lorraine, fils cadet du duc Mathieu Ier, époux de Béatrix héritière du comté de Toul (Dampierre). 
En 1187, deux candidats s’affrontent pour le siège de l’archevêché de Trèves : Folmar (de), soutenu par le pape, et Rodolphe, soutenu par l’empereur. Pierre de Brixey prend parti pour Rodolphe et est excommunié par Folmar. Il se rend alors à Rome et y assiste aux obsèques d’Urbain III. Grégoire VIII, son successeur, déclare l’excommunication nulle.
Il rentre ensuite dans son diocèse, met ses affaires en ordre et effectue plusieurs dons, puis part  en pèlerinage en Terre sainte en 1189. Il meurt à Jérusalem en 1192 et y est inhumé.

### Sources
- T. de Morembert, « Brixey (Pierre de) » dans Dictionnaire de biographie française, vol. 7, Paris, 1956 [détail des éditions] , col. 374